# پاپولوس
پاپولوس (به انگلیسی: Populous) نام یک شرکت بزرگ معماری در ایالات متحده آمریکا است.
تخصص این شرکت طراحی ورزشگاه و میادین بازیهای گروهیست.

## برخی آثار
- ورزشگاه المپیک لندن
- ورزشگاه ال‌پی فیلد
- ورزشگاه ساهلنس
- ورزشگاه دیکس اسپورتینگ گودز پارک
- ورزشگاه اسپورتینگ پارک
- ورزشگاه بی‌بی‌وی‌ای کامپس
- ورزشگاه ریباک
- ورزشگاه استادیو دا لوز
- ورزشگاه امارات
- ورزشگاه ومبلی
- ورزشگاه ساکر سیتی
- ورزشگاه آرنا داس دوناس
- ورزشگاه ژیلت
- ورزشگاه ریموند جیمز
- ورزشگاه دانشگاه فینکس
- ورزشگاه رلاینت
- ورزشگاه سان لایف
- ورزشگاه بنک آو امریکا
- ورزشگاه فدکس‌فیلد
- ورزشگاه ال‌پی فیلد
- ورزشگاه مینت مید پارک
- تویوتا سنتر
- ورزشگاه اورلاندو سیتی
- ورزشگاه وسترن سیدنی

## نگارخانه برخی آثار

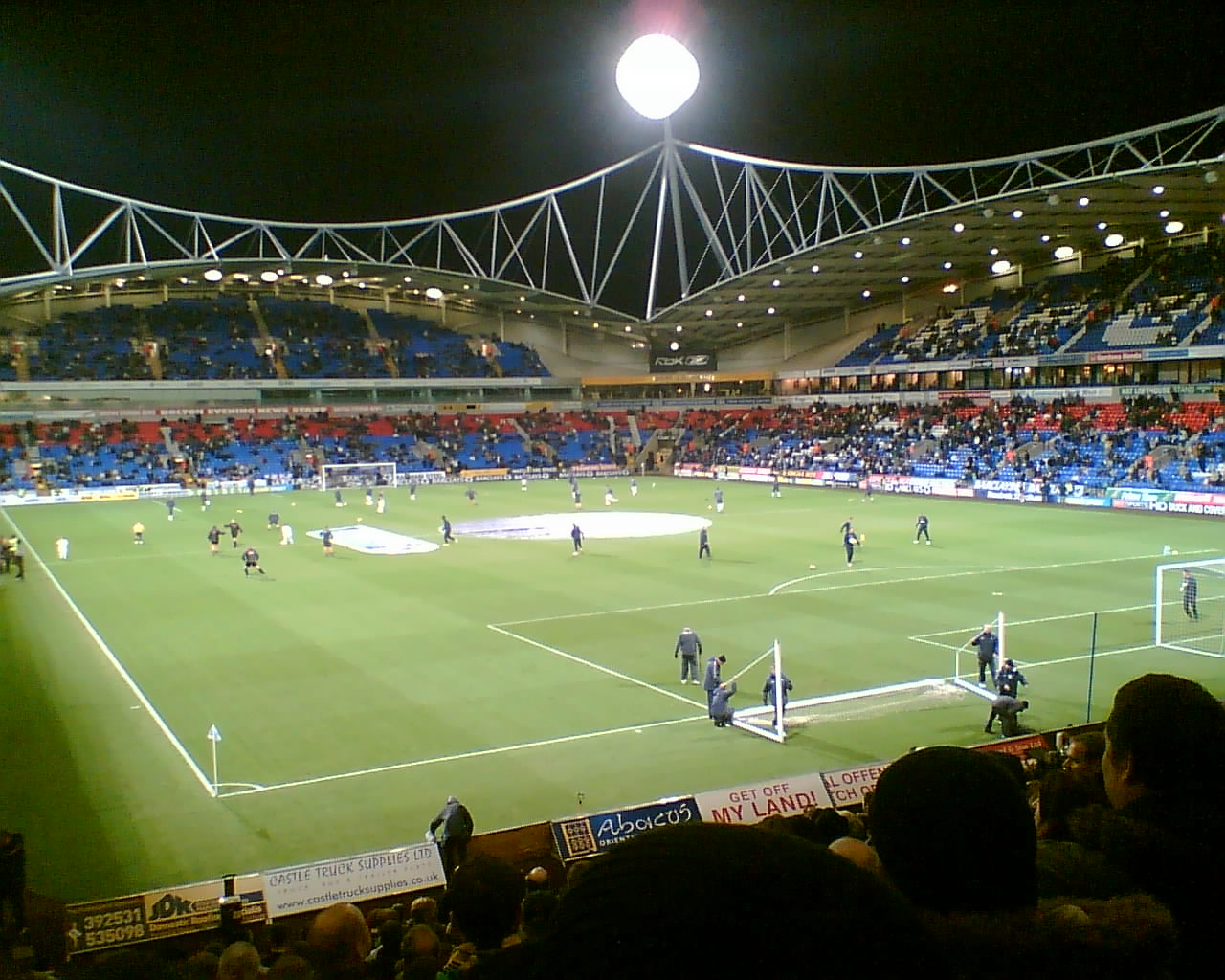
ورزشگاه ریباک، انگلستان
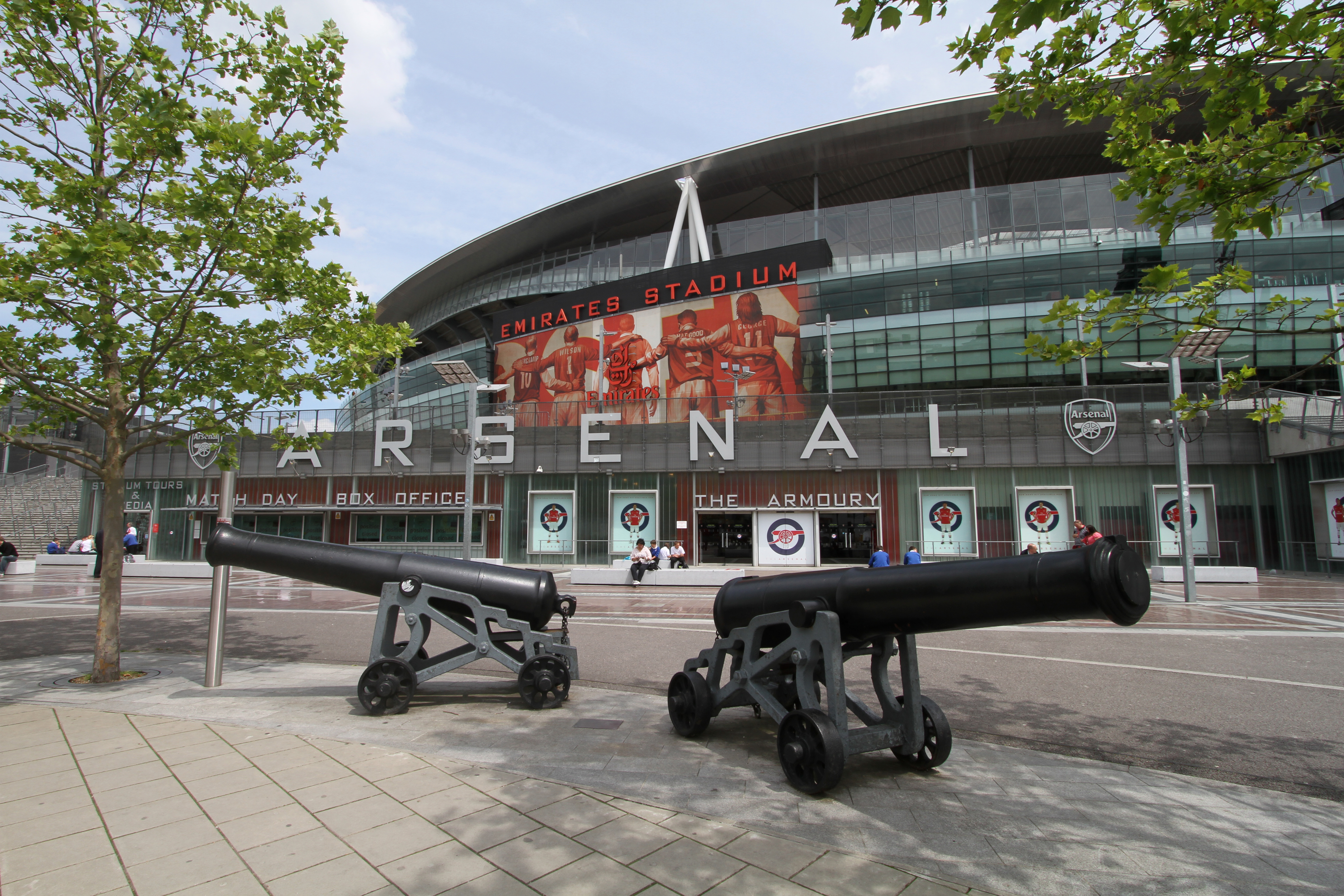
ورزشگاه امارات در انگلستان
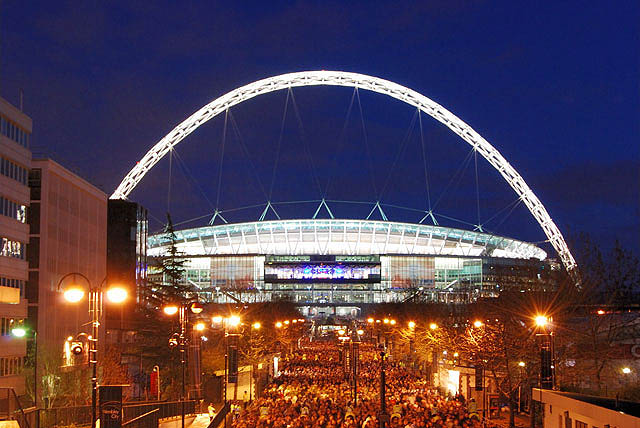
ورزشگاه ومبلی در انگلستان
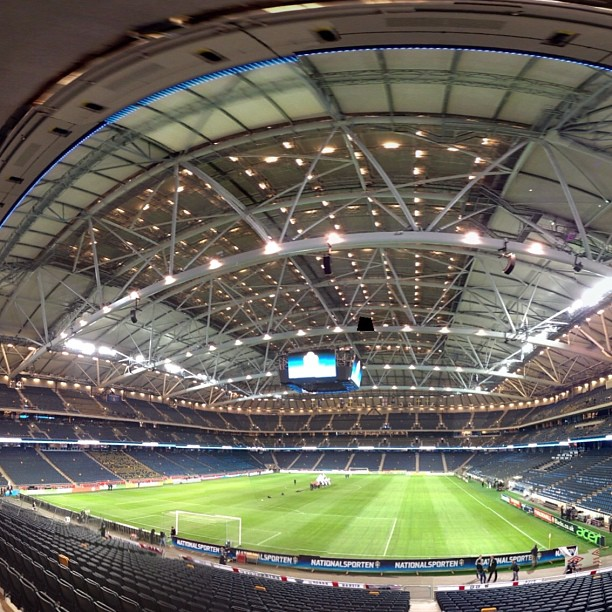
ورزشگاه فرندز آرنا در سوئد
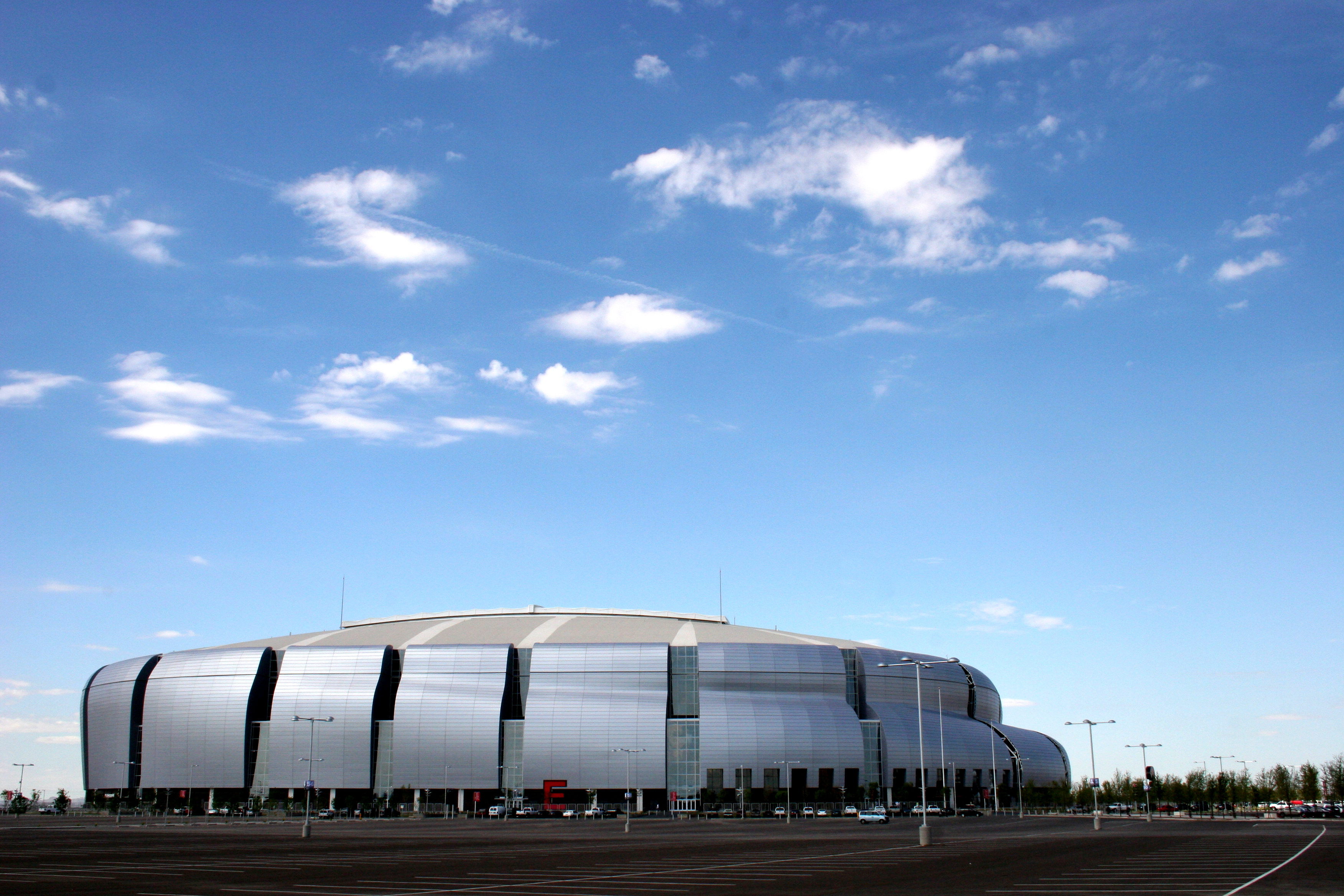
ورزشگاه دانشگاه فینکس در آریزونا
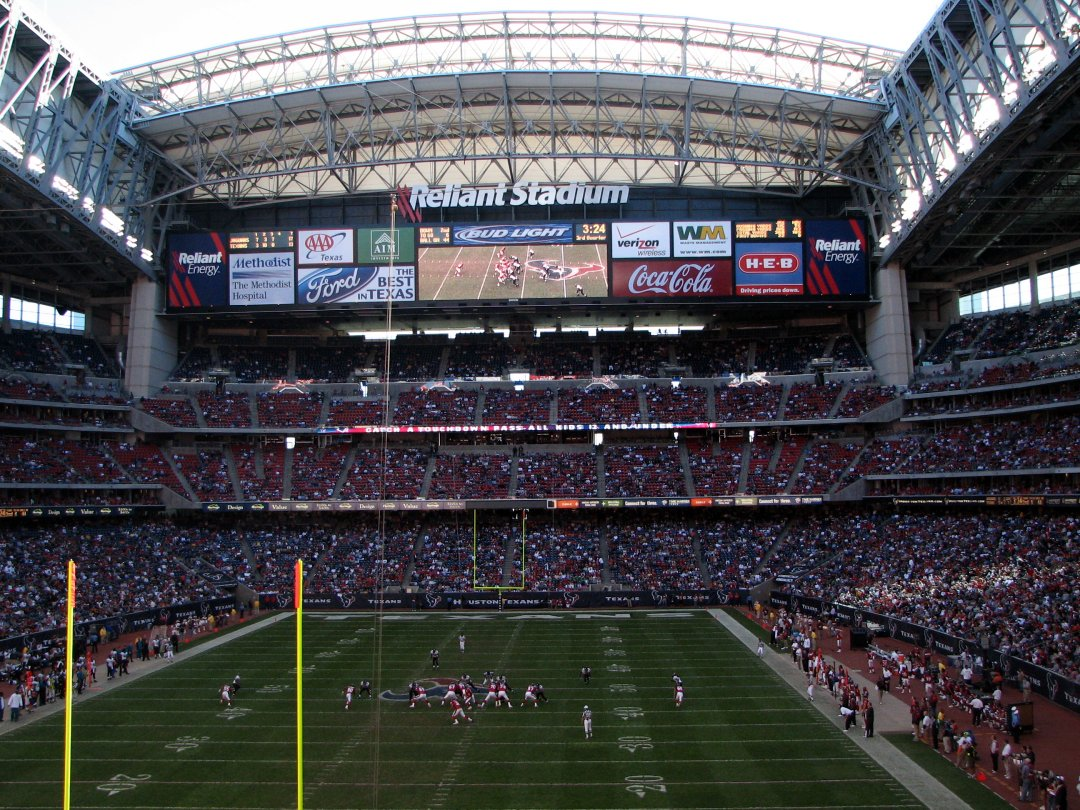
ورزشگاه رلاینت در تگزاس
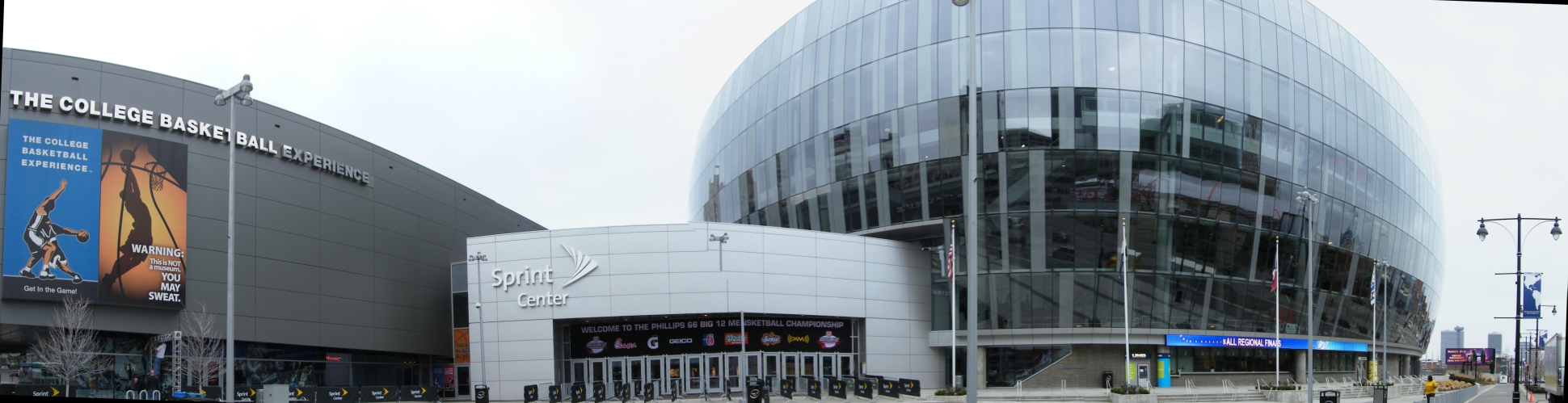
اسپرینت سنتر در کانزاس سیتی